# Campylostemon
Campylostemon Welw. – rodzaj roślin należący do rodziny dławiszowatych (Celastraceae R. Br.). Obejmuje co najmniej 10 gatunków występujących naturalnie w Afryce.

## Morfologia
PokrójLiany o nagich pędach.
LiścieNaprzeciwległe, całobrzegie, ząbkowane.
KwiatyObupłciowe.
OwoceTorebki.

## Biologia i ekologia
Rośnie w lasach lub zaroślach.

## Systematyka
Pozycja i podział według APWeb (2001...)
Rodzaj należący do rodziny dławiszowatych (Celastraceae R. Br.), rzędu dławiszowców (Celestrales Baskerville), należącego do kladu różowych w obrębie okrytonasiennych.
Wykaz gatunków
| - Campylostemon angolense Welw. ex Oliv. - Campylostemon bequaertii De Wild. - Campylostemon danckelmannianus Loes. - Campylostemon kennedyi (Hoyle) Hoyle & Brenan - Campylostemon laurentii De Wild. | - Campylostemon lindequistianus Loes. - Campylostemon mitophorus Loes. - Campylostemon mucronatum (Exell) J.B.Hall - Campylostemon schweinfurthianus Loes. - Campylostemon warneckeanum Loes. ex Fritsch |